# Erwin Preiner

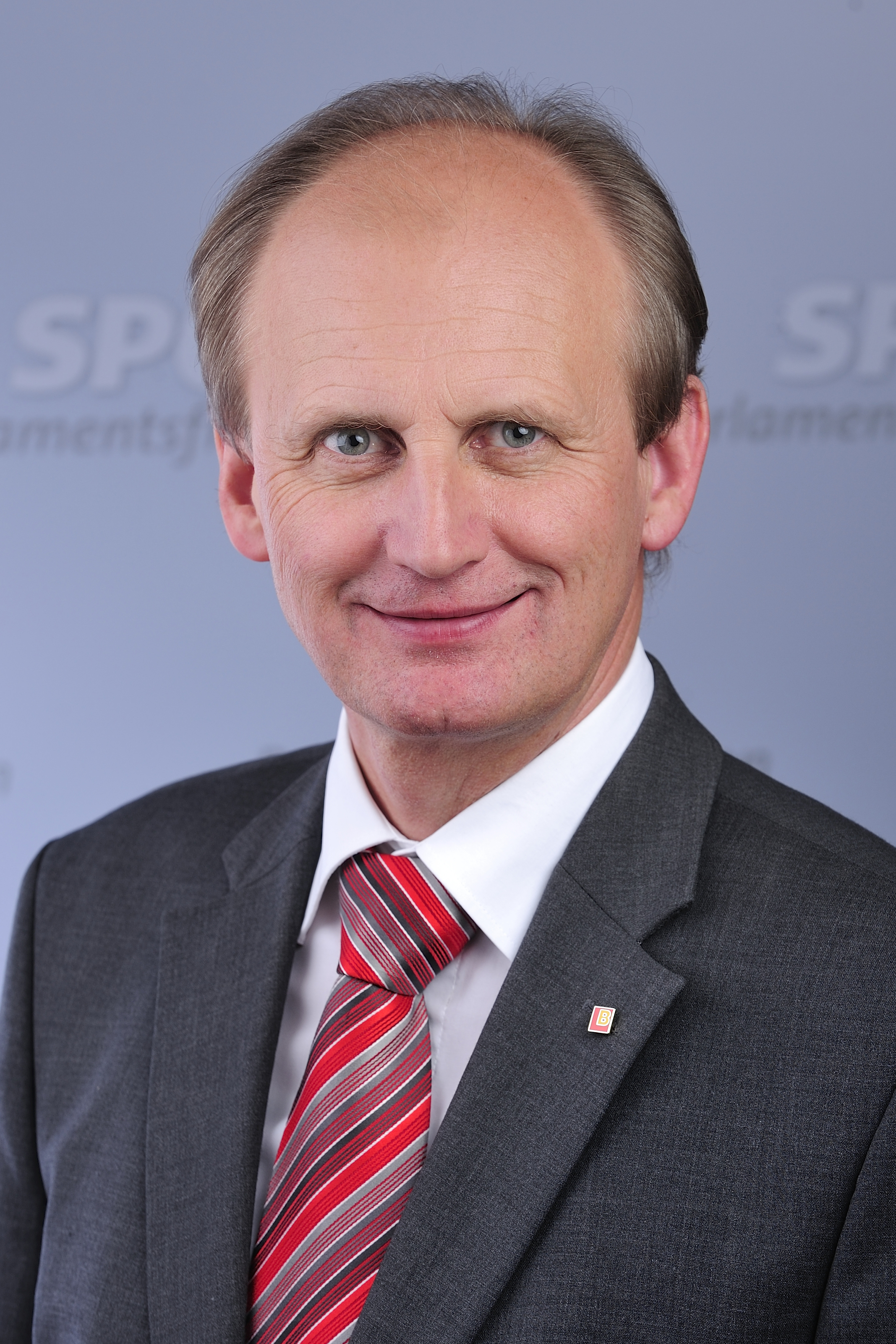
Erwin Preiner (2014)

Erwin Preiner (* 15. September 1962 in Wien) ist ein österreichischer Politiker (SPÖ). Preiner war von 2005 bis 2010 Mitglied des österreichischen Bundesrates und im Jahr 2009 dessen Präsident. Von 2010 bis 2019 war Preiner Abgeordneter zum Nationalrat. Vom 17. Februar 2020 bis zum 6. Februar 2025 war er Abgeordneter zum Burgenländischen Landtag.

## Ausbildung und Beruf
Nach der Volksschule in Winden am See besuchte Preiner zunächst das Gymnasium Neusiedl, wechselte aber nach zwei Jahren an die Hauptschule. Von 1977 bis 1981 besuchte Preiner das Oberstufenrealgymnasium in Eisenstadt, das er mit Matura abschloss. Nach dem Präsenzdienst studierte er an der Pädagogischen Akademie in Eisenstadt das Lehramt für Deutsch sowie Geschichte und Sozialkunde. Seitdem er das Studium im Jahr 1985 erfolgreich abgeschlossen hat, arbeitet Preiner als Hauptschullehrer an der Hauptschule in Andau und ist dort gleichzeitig als Schüler- und Bildungsberater tätig. Seit 2001 ist er Mitglied des Bezirksschulratskollegiums im Bezirk Neusiedl am See.
Als Präsident des Burgenländischer Zivilschutzverbandes folgte ihm Anfang 2023 Herbert Wagner nach, Preiner wurde Ehrenpräsident.
Preiner lebt in Winden am See.

## Politische Karriere
Preiner gehört seit 1992 dem Gemeinderat seines Heimatortes Winden am See an, seit 1997 ist er Bürgermeister der Gemeinde.
Im Jahr 1999 wurde Preiner Vorsitzender der SPÖ-Bildungsakademie im Bezirk Neusiedl am See, seit 2001 gehört er dem Landesvorstand der SPÖ des Burgenlandes an. Im gleichen Jahr wurde er stellvertretender Obmann des Landesparteikontrollausschusses der SPÖ. Im Oktober 2005 zog Preiner für die SPÖ des Burgenlandes in den Bundesrat ein, vom 1. Juli 2009 bis Dezember 2009 war er als Nachfolger von Harald Reisenberger turnusgemäß Präsident. Die Schwerpunkte seiner politischen Arbeit im Bundesrat sah Preiner in den Bereichen Bildung, Jugend, Kultur und Gesundheit.
Nachdem Gerhard Steier vom Nationalrat in das Amt des Burgenländischen Landtagspräsidenten gewechselt war, schied Preiner am 23. Juni 2010 aus dem Bundesrat aus und folgte am 28. Juni 2010 Steier als Nationalratsabgeordneter nach. Im Juni 2019 wurde bekannt, dass er bei der Nationalratswahl 2019 nicht mehr kandidiert. Vom 17. Februar 2020 bis zum 6. Februar 2025 war er Abgeordneter zum Burgenländischen Landtag, nach der Landtagswahl 2025 schied er aus dem Landtag aus.

## Auszeichnungen
- 2017: Großes Goldenes Ehrenzeichen mit dem Stern für Verdienste um die Republik Österreich[4]
- 2019: Großes Ehrenzeichen des Landes Burgenland[5]